# Piabina
Piabina é um gênero de peixes caracídeos sul-americanos de água doce.

## Espécies
O gênero possui três espécies:
- Piabina anhembi J. F. P. da Silva & Kaefer, 2003[3]
- Piabina argentea Reinhardt, 1867[4]
- Piabina thomasi (Fowler, 1940)[5]